# 里奥尼河
里奥尼河是位于格鲁吉亚西部的一条主要河流，它发源于高加索山脉，最终在波季注入黑海。

## 歷史

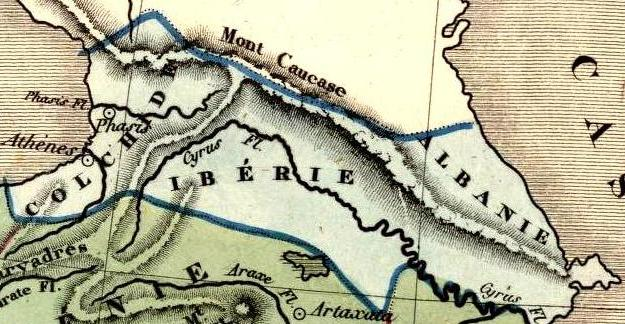
希羅多德認為里奧尼河是歐亞之界

古希臘人稱里奧尼河為發西斯河，最早出現在赫西奧德的《神譜》中，後世的作家例如阿波羅尼斯·羅德斯 、維吉爾以及阿里烏斯·阿里斯提戴斯認為這裡是人類所能航行到的最東處。蘇格拉底在《斐多篇》中提到他只知道海格力斯之柱到發西斯河之間的世界，希羅多德認為它是歐亞的界河。
雉雞的學名Phasianus colchicus與這條河有關，因為傳說雉雞便是從這塊地區引進到歐洲的。